# Nazionale olimpica di calcio della Slovacchia
La nazionale olimpica slovacca di calcio è la rappresentativa calcistica della Slovacchia che rappresenta l'omonimo stato ai giochi olimpici.

## Statistiche dettagliate sui tornei internazionali

### Giochi olimpici
| Anno | Luogo          | Piazzamento     | V | N | P | Gol |
| ---- | -------------- | --------------- | - | - | - | --- |
| 1996 | Atlanta        | Non qualificata | - | - | - | -   |
| 2000 | Sydney         | Primo turno     | 1 | 0 | 2 | 4:6 |
| 2004 | Atene          | Non qualificata | - | - | - | -   |
| 2008 | Pechino        | Non qualificata | - | - | - | -   |
| 2012 | Londra         | Non qualificata | - | - | - | -   |
| 2016 | Rio de Janeiro | Non qualificata | - | - | - | -   |
| 2020 | Tokyo          | Non qualificata | - | - | - | -   |
| 2024 | Parigi         | Non qualificata | - | - | - | -   |